# Neyder Moreno
Neyder Stiven Moreno Betancur (Medellín, Antioquia, 9 de febrero de 1997) es un futbolista colombiano que juega de centrocampista para el Auckland FC de la A-League de Australia.

## Clubes
| Club              | País          | Temporadas      |
| ----------------- | ------------- | --------------- |
| Envigado F. C.    | Colombia      | 2017 - 2019     |
| Atlético Nacional | Colombia      | 2019            |
| Envigado F. C.    | Colombia      | 2020            |
| Atlético Nacional | Colombia      | 2021            |
| Santa Fe          | Colombia      | 2021 - 2023     |
| Atlético Nacional | Colombia      | 2023 - 2024     |
| Auckland FC       | Nueva Zelanda | 2024 - presente |

## Estadísticas
Actualizado al último partido disputado el 23 de noviembre de 2023.
| Club                         | Div.          | Temporada     | Liga  | Liga  | Copas | Copas | Internacional | Internacional | Total | Total |
| Club                         | Div.          | Temporada     | Part. | Goles | Part. | Goles | Part.         | Goles         | Part. | Goles |
| ---------------------------- | ------------- | ------------- | ----- | ----- | ----- | ----- | ------------- | ------------- | ----- | ----- |
| Envigado F. C. · Colombia    | 1.a           | 2017          | 11    | 2     | -     | -     | -             | -             | 11    | 2     |
| Envigado F. C. · Colombia    | 1.a           | 2018          | 35    | 6     | 2     | 0     | -             | -             | 37    | 6     |
| Envigado F. C. · Colombia    | 1.a           | 2019          | 19    | 5     | 1     | 1     | -             | -             | 20    | 6     |
| Envigado F. C. · Colombia    | 1.a           | 2020          | 12    | 5     | 1     | 0     | -             | -             | 13    | 5     |
| Envigado F. C. · Colombia    | Total club    | Total club    | 77    | 18    | 4     | 1     | 0             | 0             | 81    | 18    |
| Atlético Nacional · Colombia | 1.a           | 2019          | 7     | 0     | -     | -     | -             | -             | 7     | 0     |
| Atlético Nacional · Colombia | 1.a           | 2021          | 7     | 2     | -     | -     | 3             | 0             | 10    | 2     |
| Atlético Nacional · Colombia | Total club    | Total club    | 14    | 2     | 0     | 0     | 3             | 0             | 17    | 2     |
| Santa Fe · Colombia          | 1.a           | 2021          | 14    | 0     | 4     | 0     | -             | -             | 18    | 0     |
| Santa Fe · Colombia          | 1.a           | 2022          | 35    | 6     | 3     | 1     | 0             | 0             | 38    | 7     |
| Santa Fe · Colombia          | 1.a           | 2023          | 15    | 1     | 0     | 0     | 3             | 1             | 18    | 2     |
| Santa Fe · Colombia          | Total club    | Total club    | 64    | 7     | 4     | 1     | 3             | 1             | 74    | 9     |
| Atlético Nacional · Colombia | 1.a           | 2023          | 14    | 1     | 4     | 1     | 2             | 0             | 20    | 2     |
| Atlético Nacional · Colombia | Total club    | Total club    | 14    | 1     | 4     | 1     | 2             | 0             | 20    | 2     |
| Total carrera                | Total carrera | Total carrera | 169   | 28    | 12    | 3     | 8             | 1             | 192   | 31    |

## Palmarés

### Títulos nacionales
| Título                | Club              | País     | Año  |
| --------------------- | ----------------- | -------- | ---- |
| Superliga de Colombia | Santa Fe          | Colombia | 2021 |
| Torneo Apertura       | Atlético Nacional | Colombia | 2022 |
| Superliga de Colombia | Atlético Nacional | Colombia | 2023 |
| Copa Colombia         | Atlético Nacional | Colombia | 2023 |